# Eleição municipal de Erechim em 2020
A eleição municipal da cidade de Erechim em 2020 ocorreu no dia 15 de novembro (turno único) e elegeu um prefeito, um vice-prefeito e dezessete vereadores para a administração da cidade. O processo eleitoral de 2020 foi marcado pela sucessão para o cargo ocupado pelo atual prefeito Luiz Francisco Schmidt, do PSDB, que, optou em não concorrer a reeleição.
Originalmente, as eleições ocorreriam em 4 de outubro (primeiro turno) e 25 de outubro (segundo turno, caso necessário), porém, com o agravamento da pandemia de COVID-19 no Brasil, as datas foram modificadas através de emenda constitucional.
O candidato da oposição, Paulo Pólis, do MDB, foi eleito prefeito pela terceira vez ao receber 58,46% dos votos válidos, superando o então vice-prefeito Marcos Lando, do PDT, com 17,54%; Tiago The Police, do PRTB, com 14,75%; e Cláudio Pagliosa Dodo, do PL, com 9,24%.

## Candidaturas à prefeitura
Abaixo está a lista das candidaturas registradas no sistema do TSE.
| Candidato a prefeito  | Candidato a prefeito | Candidato a prefeito       | Candidato(a) a vice-prefeito | Candidato(a) a vice-prefeito | Número eleitoral | Coligação                                                                            |
| Nome                  | Partido              | Cargo eletivo anterior     | Nome                         | Partido                      | Número eleitoral | Coligação                                                                            |
| --------------------- | -------------------- | -------------------------- | ---------------------------- | ---------------------------- | ---------------- | ------------------------------------------------------------------------------------ |
| Cláudio Pagliosa Dodo | PL                   | Nunca ocupou cargo eletivo | Kaká Cofferri                | PSL                          | 22               | - PL - PSL - DEM                                                                     |
| Marcos Lando          | PDT                  | Vice-prefeito (2017-2020)  | João Aleixo Bruschi          | PP                           | 12               | - PDT - PP - PSDB - PODEMOS                                                          |
| Tiago The Police      | PRTB                 | Nunca ocupou cargo eletivo | Roberto Lucas                | PRTB                         | 28               | Partido não coligado                                                                 |
| Paulo Pólis           | MDB                  | Prefeito (2009-2016)       | Flávio Tirello               | PSB                          | 15               | Abrace Erechim - MDB - PSB - Cidadania - Republicanos - PSD - Avante - Solidariedade |

## Pesquisas
| Fonte | Data(s) conduzida(s) | Amostragem | Cláudio Pagliosa Dodo            | Marcos Lando | Paulo Pólis | Tiago the Police | Brancos e nulos | Não sabem | Vantagem |      |       |       |      |      |       |
| ----- | -------------------- | ---------- | -------------------------------- | ------------ | ----------- | ---------------- | --------------- | --------- | -------- | ---- | ----- | ----- | ---- | ---- | ----- |
| Fonte | Data(s) conduzida(s) | Amostragem | Rádio Cultura e Jornal Boa Vista | 9-11 Out     | 400 pessoas | 5,3%             | Brancos e nulos | Não sabem | Vantagem | 5,5% | 61,0% | 12,5% | 7,8% | 8,0% | 48,5% |

## Resultados

### Prefeito
Paulo Pólis foi reeleito prefeito com 58,46% dos votos válidos.
| Candidato(a)               | Vice                     | 1º turno 15 de novembro de 2020 | 1º turno 15 de novembro de 2020 |
| Candidato(a)               | Vice                     | Total                           | Percentagem                     |
| -------------------------- | ------------------------ | ------------------------------- | ------------------------------- |
| Paulo Pólis (MDB)          | Flávio Tirello (PSB)     | 33.188                          | 58,46%                          |
| Marcos Lando (PDT)         | João Aleixo Bruschi (PP) | 9.957                           | 17,54%                          |
| Tiago The Police (PRTB)    | Roberto Lucas (PRTB)     | 8.374                           | 14,75%                          |
| Cláudio Pagliosa Dodo (PL) | Kaká Cofferi (PSL)       | 5.248                           | 9,24%                           |
| Total de votos válidos     | Total de votos válidos   | 56.767                          | 91,65%                          |
| → Votos em branco          | → Votos em branco        | 2.349                           | 3,79%                           |
| → Votos nulos              | → Votos nulos            | 2.822                           | 4,56%                           |
| Total                      | Total                    | 61.938                          | 78,12%                          |
| Abstenções                 | Abstenções               | 17.350                          | 21,88%                          |
| Total de inscritos         | Total de inscritos       | 79.288                          | 100%                            |

### Vereadores eleitos
A distribuição de cadeiras no Legislativo ficou da seguinte maneira: cinco para o MDB, três para o PSDB, duas para o PT, duas para o PSB, uma para o PTB, uma para o Republicanos, uma para o PP, uma para o PC do B e uma para o PDT.
| Partido | Partido | Candidato | Candidato               | Votos populares | Votos populares |
| Partido | Partido | Número    | Nome                    | Votos           | %               |
| ------- | ------- | --------- | ----------------------- | --------------- | --------------- |
|         | MDB     | 15015     | Ana de Oliveira         | 2.032           | 3,53%           |
|         | PTB     | 14777     | Claudemir de Araújo     | 1.710           | 2,97%           |
|         | REP     | 10000     | Anax Zambonatto Pezzin  | 1.211           | 2,10%           |
|         | PP      | 11111     | Renan Soccol            | 1.073           | 1,86%           |
|         | MDB     | 15500     | Nadir Barbosa           | 1.052           | 1,83%           |
|         | PSDB    | 45021     | Emerson Schelski        | 1.026           | 1,78%           |
|         | MDB     | 15888     | Fifo Parenti            | 1.010           | 1,75%           |
|         | PSDB    | 45444     | Carlinhos Magrão        | 973             | 1,69%           |
|         | PT      | 13610     | Anacleto Zanella        | 962             | 1,67%           |
|         | PT      | 13200     | Serginho                | 954             | 1,66%           |
|         | MDB     | 15000     | Pezzenatto              | 902             | 1,57%           |
|         | MDB     | 15999     | Mário Rossi             | 887             | 1,54%           |
|         | PC do B | 65123     | Sandra Picoli           | 704             | 1,22%           |
|         | PSB     | 40040     | Ale dal Zotto           | 696             | 1,21%           |
|         | PDT     | 12300     | Professor André Jucoski | 667             | 1,16%           |
|         | PSB     | 40000     | Juares Bernardi         | 609             | 1,06%           |
|         | PSDB    | 45045     | Wallace Soares          | 596             | 1,03%           |

#### Resumo geral
| Votos apurados          | Votos apurados          | Votos apurados |
| ----------------------- | ----------------------- | -------------- |
| Votos válidos           | 93,01%                  | 57.611         |
| Votos em branco         | 3,97%                   | 2.456          |
| Votos nulos             | 3,02%                   | 1.871          |
| Total de votos apurados | Total de votos apurados | 61.938         |
| Eleitores               |                         |                |
| Comparecimento          | 78,22%                  | 61.938         |
| Abstenções              | 21,88%                  | 17.350         |
| Total de eleitores      | Total de eleitores      | 79.288         |